# El terror truca a la porta
El terror truca a la porta (títol original en anglès, Night of the Creeps) és una pel·lícula de terror de zombis de 1986, dirigida per Fred Dekker i protagonitzada per Allan Kayser, David Paymer i Jason Lively. Encara que és clarament una pel·lícula de sèrie B, la pel·lícula és una paròdia de la seva pròpia sèrie (doncs que el títol ja es troba en anglès recorda a la Nit dels Morts Vivents) i s'uneix als zombis i altres elements clau, com ara les invasions d'espècies exòtiques. Ha esdevingut pel·lícula de culte i ha estat doblada al català.

## Argument
En 1959, a bord d'una nau espacial, dos extraterrestres corren per a evitar que un tercer membre de la tripulació alliberi un experiment. El tercer alienígena aparentment posseït dispara el pot a l'espai on s'estavella contra la Terra. Prop d'allí, un universitari porta a la seva cita a un lloc d'estacionament quan veuen una estrella fugaç i investiguen. Aterra en el camí d'un pacient mental que s'ha escapat. Quan la seva cita és atacada pel maníac que empunya la destral, el noi troba el pot, del qual una petita cosa semblant a un llimac salta cap a la seva boca.
Vint-i-set anys després, en 1986, Chris Romero (Jason Lively) sospira per un amor perdut, secundat pel seu amic discapacitat JC. Durant la setmana de promeses a la Universitat de Corman, Chris veu a una noia, Cynthia Cronenberg, i s'enamora instantàniament. Per cridar la seva atenció, decideix unir-se a una fraternitat. El nuvi de Cynthia, que dirigeix la fraternitat Beta Epsilon, els encarrega robar un cadàver del centre mèdic de la universitat i dipositar-lo a les escales d'una fraternitat rival. Chris i JC troben un cadàver congelat en una habitació secreta, però quan els agarra, fugen. El cadàver descongelat després mata a un estudiant de medicina que treballa en el laboratori.
El detectiu Ray Cameron és cridat al laboratori de criogènia, on descobreix que un dels cossos, el noi que va descobrir l'experiment alienígena el 1959, ara està desaparegut, alliberat per Chris i JC El cadàver torna a la casa de la germanor on va recollir a la seva cita fa vint-i-set anys. Allí, el seu cap s'obre i solta més bavoses. Anomenat a l'escena, Det. Cameron troba el cos, interpretant l'estat del cap com a resultat d'una ferida de destral a la cara.
L'endemà, els germans de la fraternitat s'enfronten a Chris i JC, els qui creuen que són els responsables de l'incident de la nit anterior. Després són portats per a ser interrogats per la policia. Basat en el testimoniatge d'un conserge que els va veure sortir corrent del centre mèdic de la universitat, "cridant com banshees", confessen haver irromput però neguen haver mogut el cadàver. Aquesta nit, l'estudiant de medicina mort s'aixeca de la seva llosa i es troba amb el conserge.
Cynthia intenta convèncer a Chris i JC que els atacs estan relacionats amb zombis, però es mostren escèptics. Quan JC veu a Cynthia recolzada en l'espatlla de Chris, JC deixa als dos sols i és atacat pels llimacs que emergeixen del conserge posseït. Després que Chris porta a Cynthia de retorn a la casa de la germanor, es troba amb el detectiu Cameron, qui ha escoltat la seva conversa. A la seva casa, el detectiu Cameron li explica a Chris que la víctima del llunàtic fugitiu de 1959 era la seva ex núvia, i que en secret va perseguir i va matar a l'assassí de la destral en venjança. Després que el detectiu Cameron revela que va enterrar el cos sota el que ara és la casa de la germanor, rep una trucada que el mateix llunàtic que empunya una destral ha matat a la mare de la casa. El detectiu Cameron vola el cap del cadàver amb la seva escopeta, la qual cosa allibera més baves.
La nit següent, mentre tots es preparen per a un ball formal, Chris troba un missatge gravat que JC li va deixar pòstumament. JC diu que els llimacs s'han incubat en el seu cervell, però ha descobert que són susceptibles a la calor. Chris recluta al detectiu Cameron, que estava enmig d'un intent de suïcidi, i recuperen un llançaflames de l'arsenal de la policia. Arriben a la casa de la germanor just quan Cynthia trenca amb Brad, qui està posseït. Després de matar-lo, apareixen els germans de la fraternitat Beta, malgrat haver mort en un accident d'autobús. Cynthia i Chris s'uneixen per a destruir als zombis externs, i el detectiu Cameron buida la casa.
Després que detenen a l'horda, Chris veu més bavoses corrent cap al soterrani; Cynthia explica que un membre de la germanor havia rebut mostres de cervells per a la classe de biologia. En el soterrani, troben una enorme pila de llimacs, i el detectiu Cameron es tapa la boca amb cinta adhesiva i prepara una llauna de gasolina. El detectiu Cameron comença el compte regressiu mentre esquitxa gasolina i Chris compta regressivament sincronitzat amb ell mentre ell i Cynthia surten corrent de la casa. Quan Cameron obre la vàlvula de gas de la casa, diversos llimacs salten per a atacar-lo. Apaga l'encenedor i la casa s'incendia en una explosió de foc. Chris i Cynthia comparteixen un petó mentre veuen cremar la casa.

### Finals
La pel·lícula té dos finals, un dels quals es va utilitzar per a l'estrena en cinemes de la pel·lícula i l'altre és el final originalment previst pel director Fred Dekker.
En la versió cinematogràfica, el gos que va provocar l'accident de l'autobús torna i s'acosta a Cynthia. Quan Cynthia s'inclina cap a ell, el gos obre la boca i un llimac salta cap a ella.
El final original mostra a Chris i Cynthia aturats enfront de la casa de la germanor en flames, amb la càmera movent-se cap al carrer on els cotxes de policia corren cap a l'edifici en flames. Els cotxes de policia corren al costat del carbonitzat i 'zombificat' Cameron, que camina arrossegant els peus pel carrer, encara fumant un cigarret, quan de sobte es deté i cau a terra. Després, el seu cap s'obre de cop, amb els llimacs que es van incubar dins del seu cervell i es llisquen cap a un cementiri pròxim, la qual cosa suggereix que els llimacs han trobat nous hostes per a habitar. Els reflectors apareixen des del cel nocturn, revelant que la font és la nau espacial des del començament de la pel·lícula, amb els extraterrestres amb la intenció de recuperar el seu experiment. Aquest final apareix en la majoria de comunicats de premsa i transmissions de televisió en la llar.

## Repartiment
| Actor          | Personatge                    | Notes                                          |
| -------------- | ----------------------------- | ---------------------------------------------- |
| Jason Lively   | Chris Romero                  | cognom similar a: George A. Romero.            |
| Jill Whitlow   | Cynthia Cronenberg            | cognom similar a: David Cronenberg             |
| Tom Atkins     | Ray Cameron                   | cognom similar a: James Cameron                |
| Steve Marshall | James Carpenter "J.C." Hooper | cognom similar a: John Carpenter i Tobe Hooper |
| Wally Taylor   | Dt. Landis                    | cognom similar a: John Landis                  |
| Bruce Solomon  | Sgt. Raimi                    | cognom similar a: Sam Raimi                    |
| Robert Kino    | Sr. Miner                     | cognom similar a: Steve Miner                  |

## Producció
El director Fred Dekker originalment volia rodar la pel·lícula en blanc i negre. Va incloure tots els tòpics de la sèrie B que podia pensar i va insistir a dirigir el guió ell mateix. La majoria dels personatges principals (Romero, Carpenter, Raimi, Landis, Hooper, Cronenberg, Cameron, Steve Miner, Wes Craven, Mario Bava) reben el nom dels creadors de pel·lícules de terror. El guió es va escriure en una setmana.

## Banda sonora
L'àlbum de la banda sonora, amb la partitura de Barry DeVorzon per a la pel·lícula (excepte les pistes 22-26), va ser publicat el 2009 per La-La Land Records.

### Llista de cançons
| Pista | Títol                                        | Duració |
| ----- | -------------------------------------------- | ------- |
| 1     | Main Title                                   | 3:32    |
| 2     | The Axe Man Cometh                           | 1:15    |
| 3     | I'm Your Bud                                 | 0:37    |
| 4     | Cylo Lab/It's Alive                          | 2:42    |
| 5     | Thrill Me's Dream                            | 0:53    |
| 6     | Cindy's Scream                               | 3:43    |
| 7     | Done With An Axe                             | 0:33    |
| 8     | Screaming Like Banshees                      | 1:23    |
| 9     | Zombie Cat/Zombie                            | 0:27    |
| 10    | The Bathroom Stall                           | 2:38    |
| 11    | Will You Go With Me?                         | 1:12    |
| 12    | I Took My Twelve Gauge/Return Of The Axe Man | 2:15    |
| 13    | I Already Killed You                         | 2:06    |
| 14    | What's The Tux For?*                         | 1:08    |
| 15    | J.C.'s Last Note                             | 3:10    |
| 16    | Zombie Dog/Turned Over Bus/Zombies Break Out | 1:40    |
| 17    | March Of The Zombies                         | 5:42    |
| 18    | The Count Down*                              | 3:12    |
| 19    | End Credit Suite                             | 4:18    |

Pistes Bono:
| Pista | Títol                            | Intèrpret    | Duració | Notes                                    |
| ----- | -------------------------------- | ------------ | ------- | ---------------------------------------- |
| 20    | The Bathroom Stall (no overlay)  |              | 2:38    |                                          |
| 21    | The Count Down                   |              | 3:39    | No es va utilitzar a la pel·lícula final |
| 22    | Smoke Gets In Your Eyes          | The Platters | 2:40    |                                          |
| 23    | The Stroll                       | The Diamonds | 2:30    |                                          |
| 24    | Nightmares                       | C-Spot Run   | 4:39    |                                          |
| 25    | Solitude (arr. Barry DeVorzon)   |              | 4:08    |                                          |
| 26    | An Interview with Barry DeVorzon |              | 8:46    |                                          |

## Estrena
El terror truca a la porta es va estrenar el 22 d'agost de 1986 als Estats Units. A les Filipines, la pel·lícula es va estrenar el 5 de març de 1987, amb adhesius "protectors" gratuïts repartits pels primers espectadors per posar-se'ls durant la projecció. El benefici brut intern va ser de 591.366 $ en 70 sales.
A Cincinnati, Ohio i altres ciutats, la pel·lícula es va estrenar com a Homecoming Night.

### Vídeo domèstic
La pel·lícula es va estrenar en VHS i Laserdisc el 1986 per HBO/Cannon Video. Alguns d'aquests només presenten el final teatral.
El DVD i Blu-ray van ser llançats el 27 d'octubre de 2009 per Sony Pictures Home Entertainment i conté el final original juntament amb algunes característiques especials. Scream Factory la va rellançar en Blu-ray el 18 de juny de 2019 amb funcions especials addicionals.

## Recepció
Rotten Tomatoes, un agregador de ressenyes, informa que el 75% dels 20 crítics van donar a la pel·lícula una crítica positiva; la valoració mitjana va ser de 6,78/10. Nina Darnton va escriure que la pel·lícula, tot i que derivada, "mostra una capacitat justa per crear suspens, generar tensió i aconseguir actuacions respectables". Nigel Floyd de Time Out London va escriure que la direcció i els efectes especials són pobres, però la pel·lícula és encara "prou divertida d'una manera destartalada." Michael Gingold de Fangoria la va puntuar amb 3,5/4 estrelles i la va anomenar "una de les característiques d'ensurt més sorprenentment entretingudes de l'any, una que va homenatjar pràcticament tots els subgèneres imaginables, però va mantenir una mà segura en el seu to i mai va baixar a la falsedat." Steve Barton, de Dread Central, el va puntuar amb 5/5 estrelles i el va anomenar "un clàssic en tot el sentit de la paraula". Christopher Monfette d'IGN la va puntuar amb un 7/10 i va escriure que la pel·lícula "mostra la seva edat", però és espantosa, sangrienta i té moltes línies citables. Nathan Rabin de The A.V. Club la va puntuar C+ i va escriure: "El terror truca a la porta té tots els ingredients d'una pel·lícula de culte de primer nivell, però Dekker massa sovint acaba reciclant tòpics en lloc de subvertir-los o falsificar-los." Scott Weinberg de Fearnet va escriure que la pel·lícula no és per a tothom, però és "horror nerd nirvana". Eric Profancik de DVD Verdict la va anomenar "una gran pel·lícula que mereix el seu estatus de culte".
Posteriorment el director Fred Dekker va dir: "És una pel·lícula estranya. Ningú no es proposa fer una pel·lícula de culte, però hi ha pel·lícules a les quals un gran públic s'acostarà immediatament, i hi ha NIGHT OF THE CREEPS, que és una estranya barreja d'història detectivesca, pel·lícula de terror, romanç, ciència-ficció i comèdia. Però això és el que té d'especial. Al final del dia n'estic satisfet. Ho vaig treure."